# Grga Tuškan
Grga Tuškan (* 1845 bei Karlovac, Kaisertum Österreich; † 22. Februar 1923 in Sisak, Königreich Jugoslawien) war Anwalt und kroatischer Politiker in der Österreich-Ungarischen Monarchie.
Tuškan studierte Jura in Zagreb. Nach seiner Promotion in Graz eröffnete er 1877 eine Anwaltskanzlei in Sisak. 1884 zog er als Vertreter der Hrvatska stranka prava (HSP) in den kroatischen Landtag. Nachdem im Oktober 1885 einige Abgeordnete Károly Khuen-Héderváry, den Ban vom Königreich Kroatien und Slawonien innerhalb der Habsburgermonarchie, tätlich angegriffen hatten, sagte Tuškan als Zeuge für die Angreifer aus und wurde zu einer Freiheitsstrafe sowie dem Entzug seiner Doktorwürde und der Anwaltslizenz verurteilt. Sein Betätigungsfeld wurde die Politik und innerhalb der HSP stieg er bis in die Führungsriege auf und übernahm deren Vorsitz.
Nach der Spaltung der Partei 1895 sah er seine politischen Gegner vorwiegend in der von Josip Frank geführten Čista stranka prava (Reine Partei des Rechts). 1905 trat er mit der HSP der Kroatisch-Serbischen Koalition bei. Die von ihm herausgegebene kroatische Zeitung Hrvatski Radnički Glas (Kroatische Arbeiterstimme) nutzte er für antisemitische Angriffe vorwiegend gegen Josip Frank und Juden im Allgemeinen.